# Летни олимпийски игри 1952
Петнадесетите летни олимпийски игри се провеждат в Хелзинки, Финландия от 19 юли до 3 август, 1952 г. Другите градове кадидатирали се за домакинство са Амстердам, Лозана, Атина, Стокхолм и пет американски града.
Хелзинки е избран за домакин на игрите през 1940, които не се провеждат заради втората световна война.

## Важни моменти
- Олимпийският огън е внесен от Пааво Нурми и Ханес Колемайнен, които са признати за едни от най-великите спортисти на Финландия.
- За пръв път СССР участва на олимпийски игри. Първият златен медал за страната е спечелен от Нина Ромашкова в хвърлянето на диск.
- Германия отново има право да участва.
- Правилата на конния спорт са променени така че да могат да участват не само военни. Датчанката Лис Хартел става първата жена спечелила медал в този спорт.
- Емил Затопек от Чехословакия печели три златни медала. Единият от тях в маратона.
- Американецът Боб Матиас става първият атлет, който дублира златния си медал в десетобоя.
- На финала на футболния турнир Унгария побеждава Югославия с 2 – 0.
- Актьорът Бъд Спенсър се състезава в плуването. Тогава той все още не е известен.
- Най-успешен спортист става Виктор Чукарин с 4 златни медала и 2 сребърни.
- Индия печели за пореден път турнира по хокей.

## Медали
| Място | Държава      | Злато | Сребро | Бронз | Общо |
| 1     | САЩ          | 40    | 19     | 17    | 76   |
| 2     | СССР         | 22    | 30     | 19    | 71   |
| 3     | Унгария      | 16    | 10     | 16    | 42   |
| 4     | Швеция       | 12    | 13     | 10    | 35   |
| 5     | Италия       | 8     | 9      | 4     | 21   |
| 6     | Чехословакия | 7     | 3      | 3     | 13   |
| 7     | Франция      | 6     | 6      | 6     | 18   |
| 8     | Финландия    | 6     | 3      | 13    | 22   |
| 9     | Австралия    | 6     | 2      | 3     | 11   |
| 10    | Норвегия     | 3     | 2      | 0     | 5    |
| 40    | България     | 0     | 0      | 1     | 1    |

## Българско участие
За България се състезават 63 участници в осем спорта.
На турнира по баскетбол за пръв път се появява отборът на България. Те завършват на седмо място. Игрите са исторически за България, тъй като в Хелзинки боксьорът Борис Георгиев спечелва първия олимпийски медал за България – бронз. Олимпийски дебют правят българските спортистки (лекоатлетката Цветана Берковска и 8 гимнастички) като Цветана Станчева е шеста в шампионата на греда.

## Олимпийски спортове
| - Ветроходство - Плуване - Водна топка - Вдигане на тежести - Лека атлетика - Борба - Колоездене - Кану каяк - Футбол - Стрелба |  | - Модерен петобой - Спортна гимнастика - Гребане - Фехтовка - Водна топка - Баскетбол - Бокс - Конен спорт - Скокове във вода - Хокей |

### Демонстрационни спортове
- Хандбал
- Финландски бейзбол